# Суперкубок Алжиру з футболу
Суперкубок Алжиру з футболу (араб. كأس الجزائر الممتازة, фр. Supercoupe d'Algérie de football) — алжирський футбольний турнір, в якому за трофей борються чемпіон Алжиру проти володаря національного кубка.

## Історія
Алжирський суперкубок вперше був проведений в 1981 році, в якому перемогу здобув «РК Куба». Проте турнір був непопулярний, тому надалі проходив нерегулярно. Востаннє був відновлений 2013 року.

## Переможці
| Рік  | Переможець      | Рахунок          | Фіналіст      |
| ---- | --------------- | ---------------- | ------------- |
| 1981 | «РК Куба»       | 3 – 1            | «УСМ Алжир»   |
| 1992 | «Кабілія»       | 2 – 2 4 – 2 пен. | «МК Оран»     |
| 1994 | «УС Шауїа»      | 1 – 0            | «Кабілія»     |
| 1995 | «Белуїздад»     | 1 – 0            | «Кабілія»     |
| 2006 | «МК Алжир»      | 2 – 1            | «Кабілія»     |
| 2007 | «МК Алжир»      | 4 – 0            | «ЕС Сетіф»    |
| 2013 | «УСМ Алжир»     | 2 – 0            | «ЕС Сетіф»    |
| 2014 | «МК Алжир»      | 1 – 0            | «УСМ Алжир»   |
| 2015 | «ЕС Сетіф»      | 1 – 0            | «МО Беджая»   |
| 2016 | «УСМ Алжир»     | 2 – 0            | «МК Алжир»    |
| 2017 | ЕС Сетіф        | 0 – 0 4 – 2 пен. | «Белуїздад»   |
| 2018 | «УСМ Бел-Аббес» | 1 – 0            | «Константіна» |
| 2019 | «Белуїздад»     | 2 – 1            | «УСМ Алжир»   |
| 2024 | «МК Алжир»      | 2 – 2 4 – 3 пен. | «Белуїздад»   |